# Safa in Marva
Safa in Marva (arabsko ٱلصَّفَا وَٱلْمَرْوَة‎, latinizirano: Aṣ-Ṣafā wal-Marwah) sta dva majhna hriba, povezana z večjimi gorami Abu Qubais oziroma Qaiqan v Meki v Saudovi Arabiji, ki je zdaj del Svete mošeje (Masjid al-Haram). Muslimani sedemkrat potujejo sem in tja med njima v tako imenovanih saʿī (arabsko سَعِي, dob. ''iskanje/iskanje ali hoja'') obrednih romanjih hadž in umra.
Muslimani tečejo med obema gorama, za kar verjamejo, da je postal ritual kot poklon Hadžarjinem iskanju vode za svojega otroka, ki je umiral od žeje, dokler ni našla vodnega vira v vodnjaku Zamzam. Prostor med obema gorama, po katerem tečejo romarji, se imenuje al-Mas'aa.

## Geografija
Safa je majhna gora na dnu gore Abu Qubais, približno 130 m jugovzhodno od Kabe, ki je začetek Sa'ee. Marva je tudi majhna gora iz belega kamna, ki je 300 m severovzhodno od Kabe in je povezana z goro Qaiqan, ki označuje konec Sa'ee. Safa, Marvah in Masa'a (prostor med obema gorama) so bili zunaj Svete mošeje in so bili ločeni do leta 1955/56 (1375 po hidžri), ko je nastal projekt za priključitev obeh mest v mošejo. Razdalja med Safo in Marvo je približno 450 m, zato je sedem potovanj naprej in nazaj približno 3,6 km).
Safa, ki je bližje Kabi, je tam, kjer se Sa'i začne, Marva, ki je dlje, pa tam, kjer se vsak krog med njima začne in konča. Pokriti hodnik mošeje služi kot lokacija za romarje, kjer izvajajo Sa'i in jih ščiti pred vremenskimi vplivi. Ta pot je bila prvotno odprta puščavska pot, zdaj pa je zaradi dodatkov mošeje del obzidanega kompleksa Haram. Višina hriba Safa je približno 306 metrov nad morsko gladino. Prej je bil opazen hrib, a so ga, da bi naredili prostor za vse številnejše romarje, močno znižali. Severovzhodno od Kabe je hrib Marva, ki je bil prav tako prilagojen tako, da se zlije s podkonstrukcijo mošeje, kot vzpetina in ne hrib.

## Zgodovina

### Geologija
Posamezna geološka zgodovina obeh gora je relativno neznana. Marva je bila opisana kot bolj gladka in svetlejša barva kot Safa, nekateri pa jo imenujejo celo bela, kot so Majd ad-Din Ferozabadi, az-Zubaidi, al-Fayoumi; al-Alusi je nadalje rekel, da je Safina barva primerljiva z rdečim odtenkom. Safa in Marva sta del gorovja Hedžas, ki poteka vzporedno z večino saudske obale ob Rdečem morju. Sam Hedžas je del večjega pogorja Saravat, za katerega so značilne mlade in nazobčane gore.

### Islamska pripoved
V islamski tradiciji se je civilizacija Meke začela po tem, ko je Ibrāhīm (Abraham) zapustil svojega sina Ismāʿīla (Išmaela) in ženo Hādžar (Hagar) v dolini, za kar muslimani verjamejo, da je bil Božji ukaz. Ko so bile njihove zaloge izčrpane, je Hadžar sčasoma ostala brez hrane in vode in ni mogla več dojiti Ismaila. Tako je sedemkrat tekla sem ter tja med Safo in Marvo v upanju, da bo našla vodo. Da bi bilo iskanje lažje in hitrejše, je šla sama, dojenčka pa pustila na tleh. Najprej se je povzpela na najbližji hrib Safa, da bi si ogledala okolico. Ko ni videla ničesar, je odšla na drugi hrib, Marva, da bi se razgledala. Medtem ko je bila Hagara na obeh pobočjih, je lahko videla Ismaela in vedela, da je na varnem. Ko pa je bila v dolini med hribi, ni mogla videti svojega sina, zato je tekla v dolini in hodila z običajnim tempom, ko je bila na pobočjih. Hagara je v žgoči vročini sedemkrat potovala sem in tja med hribi, preden se je vrnila k svojemu sinu. Alah jim je nato poslal angela Jibrila (Gabrijel) na pomoč in iz zemlje se je pojavil izvir vode. Vodnjak so poimenovali Zamzam in potovanje Safe in Marve naprej in nazaj je postalo obred med hadžem in umro. Dve gori sta poimensko omenjeni v Koranu 2:158.

### Pred Mohamedom
Zgodnji muslimani Ansari so se odrekli običaju Sa'ee, saj so ga videli kot čaščenje malikov in širk ter znak predislamskega obdobja nevednosti (džahilijja). V tem kontekstu je bil razkrit verz 158 Sure 2 (Sahih Bukhari, Zv. 6, Knjiga 60, Hadis 22/23). V drugem pripovedovanju Abdullaha Yusufa Alija v njegovem komentarju na verz 2:158 trdi, da je bil verz razkrit, ker so pogani Kurejšijev postavili dva idola na vrh dveh hribov in so se muslimani obotavljali hoditi med hribi, ko so to videli kot čaščenje malikov ali kot dejanje širka. Anas ibn Malik je tudi rekel, da je čutil sovraštvo pri hoji med obema hriboma, saj je to videl kot predislamsko navado od džahilijjeta, dokler Alah ni razodel Verza 2:158 (Sahih Bukhari, Vol. 2). Aiša je potrdila, da je bil verz razkrit v zvezi z Ansarji, ki so rekli, da je grešno hoditi med hribi, saj so obiskovali idola Manata v Qudaidu (blizu Meke) v državi Ihram, preden so se odpravili s svojimi obredi, romanje v predislamskem času. Številni učenjaki islama so navedli več podobnih razlogov, vključno z al-Suyutijem v svojem delu Asbab an-Nuzul in Georgeom Salejem v svojem predhodnem govoru h Koranu.

## Revizionistični in virskokritični pogledi
Tom Holland in Patricia Crone, oba revizionista zgodnje islamske zgodovine, nakazujeta, da islam morda ni izviral iz Meke, temveč nekje na severu, morda na Levantu. Na podlagi tega predloga, a še korak dlje, Paul Ellis predlaga, da je islam izviral iz Jeruzalema ali blizu njega. Eden glavnih dokazov za to teorijo je njegova trditev, da sta hriba, ki jih v Koranu imenuje Safa in Marva, dejansko hriba v Jeruzalemu. Po Ellisu je Marva gora Moriah, Safa pa gora Scopus. Ellis ugotavlja, da je Jožef Flavij omenil goro Scopus kot Sapha, kar je fonetično identično Safi.

## Pomen v hadžu in umri
{{glavni|Hadž|Umrann
Izvedba Sa'ee služi v spomin na Hadžarino iskanje vode za svojega sina in Božje usmiljenje pri odgovarjanju na molitve. Dve stezi vodita romarje od Safe do Marve in od Marve do Safe, z dvema ožjima stezama v središču, ki služita starejšim in invalidnim romarjem. Poti med obema gorama se skupaj imenujejo Mas'aa (arabsko المسعى, latinizirano: al-Mas'aa, dob. ''pot, kraj hoje'') in so klimatizirane. Na poti je na voljo tudi voda, črpana iz vodnjaka Zamzam. Sa'ee je sestavni del in rukn hadža in umre.
Umra je globoko duhovna izkušnja za milijone muslimanov po vsem svetu. Navdušenje ob prihodu na sveto lokacijo Svete mošeje v Meki se začne, ko človek pristane na letališču Džida.
- prva pešpot "Mas'aa", ki vodi od Safe do Marve
- Osrednji del, namenjen starejšim in invalidom
- Druga pešpot, ki se vrača iz Safe v Marvo